# Badalona Pompeu Fabra (métro de Barcelone)
Badalona Pompeu Fabra est une station de la ligne 2 du métro de Barcelone, dont elle constitue le terminus.

## Situation sur le réseau
La station se situe sur le territoire de la ville de Badalone.

## Histoire
D'importantes fouilles archéologiques, dirigées par Pepita Padrós i Martí, cheffe du département d'archéologie du Musée de Badalone, ont précédé le chantier et ont permis de découvrir d'importants vestiges de la Baetulo romaine (ancienne Badalone).
La station est ouverte au public en juillet 2010, lors de la mise en service du prolongement depuis Pep Ventura.

## À proximité
- Mairie de Badalone
- Musée de Badalone